# Anastasia Gloushkov
Anastasia Gloushkov Leventhal (hébreu : היסטסנא בוקשולג), née le 24 mai 1985 à Moscou en Russie, est une nageuse de natation synchronisée pour l'équipe nationale d'Israël.

## Biographie
Ses parents étaient tous deux nageurs accomplis à Moscou. Dans un premier temps, la famille déménage en Grèce puis immigre trois ans plus tard à Jérusalem.
Sa mère, Tatiana Thym est entraîneur de l'équipe de nage synchronisée israélienne à Jérusalem. Elle décrit les difficultés logistiques des équipements sportifs par la taille des piscines et le problème de réapprovisionnement d'eau. 

## Palmarès
- 1996 : Médaille de bronze, Belgique Open
- 1998 : 4e Jeux Olympiques de la Jeunesse
- 2000 : Médailles d'or en solo/duo
- 2003 : Médaille de bronze, European Youth Championship
- 2008 : Jeux olympiques d'été de Chine à Beijing, en duo technique avec sa partenaire Inna Yoffe. Résultat : 15e position.
- 2011 : FINA-Championnats du monde aquatiques à Shanghai, en duo avec sa partenaire Inna Yoffe. Résultat : 14e position
- 2012 : Jeux olympiques d'été de Londres. Résultat : 17e position
- 2016 : Jeux olympiques d'été de Rio, en duo avec sa partenaire Evgenia Tetelbaum
- 2016:  Championnat d'Europe de Londres 2016-Résultat : 7e position